# Пшисуха
Пшису́ха (пол. Przysucha) — місто в центральній Польщі, на річці Радомка.
Адміністративний центр Пшисуського повіту Мазовецького воєводства.

## Демографія
Демографічна структура станом на 31 березня 2011 року:
|          | Загалом | Допрацездатний вік | Працездатний вік | Постпрацездатний вік |
| -------- | ------- | ------------------ | ---------------- | -------------------- |
| Чоловіки | 3020    | 543                | 2207             | 270                  |
| Жінки    | 3284    | 544                | 2057             | 683                  |
| Разом    | 6304    | 1087               | 4264             | 953                  |